# Diaphus perspicillatus
Diaphus perspicillatus är en fiskart som först beskrevs av Ogilby, 1898.  Diaphus perspicillatus ingår i släktet Diaphus och familjen prickfiskar. Inga underarter finns listade i Catalogue of Life.